# MRC大賞
『MRC大賞』は、講談社が2022年に開始したミステリー小説のブック・ランキング。
Mephisto Readers Club（メフィストリーダーズクラブ）の会員が推薦するミステリー小説3作品に投票し、1位3点、2位2点、3位1点として集計して最高点の作品が「MRC大賞」となる。有料会員・無料会員ともに投票可能。対象は前年11月1日から10月31日の間に刊行された作品で、ジャンルは長編・短編、国内・海外翻訳を問わない。
| 年代     | 各年                     |
| -------- | ------------------------ |
| 2020年代 | 2022年 - 2023年 - 2024年 |

## 受賞作一覧
| 回（年）        | タイトル   | 作者       |
| --------------- | ---------- | ---------- |
| 第1回（2022年） | 方舟       | 夕木春央   |
| 第2回（2023年） | 鵼の碑     | 京極夏彦   |
| 第3回（2024年） | 地雷グリコ | 青崎有吾   |
| 第3回（2024年） | 日本扇の謎 | 有栖川有栖 |

## 各年のランキング
| 対象：2021年11月1日 - 2022年10月31日刊行書籍 1. 方舟（夕木春央） 2. オメガ城の惨劇 SAIKAWA Sohei’s Last Case（森博嗣） 3. 名探偵のいけにえ 人民教会殺人事件（白井智之） 4. 捜査線上の夕映え（有栖川有栖） 5. 幻告（五十嵐律人） 6. あなたへの挑戦状（阿津川辰海・斜線堂有紀） 7. invert II 覗き窓の死角（相沢沙呼） 此の世の果ての殺人（荒木あかね） 8. 神薙虚無最後の事件（紺野天龍） 月灯館殺人事件（北山猛邦） 9. 煉獄の時（笠井潔） 10. 録音された誘拐（阿津川辰海） | 対象：2022年11月1日 - 2023年10月31日刊行書籍 1. 鵼の碑（京極夏彦） 2. 十戒（夕木春央） 3. エレファントヘッド（白井智之） 4. ちぎれた鎖と光の切れ端（荒木あかね） 5. あなたが誰かを殺した（東野圭吾） 6. 可燃物（米澤穂信） 7. アリアドネの声（井上真偽） 8. 卒業生には向かない真実（ホリー・ジャクソン） 9. ローズマリーのあまき香り（島田荘司） 10. でぃすぺる（今村昌弘） |

| 対象：2023年11月1日 - 2024年10月31日刊行書籍 1. 地雷グリコ（青崎有吾） 日本扇の謎（有栖川有栖） 2. 禁忌の子（山口未桜） 3. 冬期限定ボンボンショコラ事件（米澤穂信） 4. 明智恭介の奔走（今村昌弘） 5. 法廷占拠 爆弾2（呉勝浩） 6. サロメの断頭台（夕木春央） 7. 死んだ山田と教室（金子玲介） 8. ボタニストの殺人（M・W・クレイヴン） 9. ぼくは化け物きみは怪物（白井智之） |